# 羅斯科納 (新澤西州)
羅斯科納（英語：Ross Corner）是位於美國新澤西州蘇塞克斯縣的普查規定居民點。

## 人口
根據2020年美國人口普查的數據，羅斯科納的面積為4.63平方千米，當中陸地面積為4.61平方千米，而水域面積為0.02平方千米。當地共有人口120人，而人口密度為每平方千米25.92人。